# Anthurium nicolasianum
Anthurium nicolasianum är en kallaväxtart som beskrevs av Adolf Engler. Anthurium nicolasianum ingår i släktet Anthurium och familjen kallaväxter. Inga underarter finns listade.